# Казка про Зоряного хлопчика
«Казка про Зоряного хлопчика» — радянський двосерійний телевізійний фільм-казка 1983 року за мотивами творів Оскара Уайльда.

## Сюжет
Інопланетяни з далекого сузір'я, давно живуть раціональним життям і «звільнили» себе від будь-яких почуттів і емоцій, відчуваючи дивний вплив невідомої енергії. Цією енергією виявляється світло любові, що виходить від єгеря з планети Земля, який наглядає за сузір'ям. Приймається рішення послати на Землю дитину «останньої моделі» — майбутню людину з холодним серцем: адже навіть одна така людина може істотно послабити випромінювання, яке непокоїть жителів світу без почуттів.
Але, як виявилося, прихильність матері хлопчика до її сина не згасла остаточно, і вона відправляється слідом за ним на Землю. У цей момент єгер, який все ще спостерігає за небом, бачить, як звідти падає зірка, і на місці її падіння знаходить хлопчика. Він бере його до себе на виховання.
Проходить 10 років. Мати Зоряного хлопчика, блукаючи в безплідних пошуках, перетворюється в жебрачку. За цей час хлопчик виростає дуже красивим і з можливостями, але надто самовпевненим. Його називають Зіркою, але зовсім не за походженням, про який довгий час ніхто не знає, крім єгеря і його друга, а через сяйва його талантів і, звичайно, дивовижну красу. Одного разу ворожка прямо говорить йому, що він народився під іншим сонцем і що мати шукає його.
Нарешті, зустрівшись з матір'ю і побачивши, що вона — обірвана жебрачка, Зірка відкидає її, а потім йде з села, де виріс, щоб знайти свою справжню матір. Однак тяготи шляху, а більш за все, новий друг Зірки — веселий карлик — і історія його життя без матері, в лісі, далеко від людей, змушують Зоряного хлопчика по-новому поглянути на те, що він зробив, покаятися у своєму вчинку і тепер уже шукати нехай жебрачку, але саме ту, що приходила за ним.
Зрештою Зоряний хлопчик відкидає красу Інфанти заради свого непоказного друга, знаходить матір і навіть готовий пожертвувати собою, щоб захистити її. Справедливий король, дізнавшись про погану поведінку своєї дочки, втручається в те, що відбувається. Інопланетяни, які спостерігали за всім, що відбувається із Зіркою, вже настільки пройняті живими справжніми почуттями, що щиро плачуть і радіють щасливого фіналу.

## У ролях
- Павло Чернишов —  Зоряний хлопчик
- Матлюба Алімова —  циганка і ясновидиця
- Гражина Байкштіте —  мати Зоряного хлопчика
- Іван Мацкевич —  єгер, який знайшов Зоряного хлопчика
- Михайло Петров —  друг єгеря
- Ангеліна Полянчукова —  Еля, дівчинка з села
- Лариса Пономаренко —  Інфанта
- Віктор Шевелевич —  великий інквізитор
- Іван Пчолкін —  карлик
- Ростислав Янковський —  господар сузір'я
- Борис Плотников —  психолог сузір'я
- Володимир Шелестов —  учений сузір'я
- Людмила Зайцева —  селянка

## Знімальна група
- Автор сценарію:  Інна Вєткін
- Режисер:  Леонід Нечаєв
- Оператор:  Володимир Калашников
- Художник:  Леонід Єршов
- Композитор:  Олексій Рибников
- Звукооператор:  Сендер Шухман
- Редактор: Ізольда Кавелашвілі
- Директор:  Степан Терещенко
- Текст пісень: Вільям Блейк,  Юрій Ентін. Виконує ансамбль «Гістріони».